# Coup de Pékin
Le coup de Pékin (北京政变, Bĕijīng Zhèngbiàn) survient le 23 octobre 1924 lorsque les troupes du seigneur de guerre chinois Feng Yuxiang, chargées de défendre la ville, s'emparent de la capitale en trahissant le président Cao Kun, chef de la clique du Zhili, un rassemblement de seigneurs de guerre rivaux. Feng appelle lui-même cette prise la « Révolution de la capitale » (首都革命, Shŏudū Gémìng). Le coup se déroule à un moment crucial de la seconde guerre Zhili-Fengtian et permet à la clique du Fengtian pro-japonaise de vaincre celle du Zhili, traditionnellement dominante. L’événement est suivi par une brève période de libéralisation menée par Huang Fu, puis l'ancien gouvernement est remplacé le 23 novembre par un gouvernement conservateur pro-japonais menée par Duan Qirui. Feng Yuxiang s'aliène cependant de nombreux libéraux chinois du gouvernement de Pékin.
La prise de la ville est également connue pour avoir mis fin à l'isolement de l'ancien empereur Puyi qui vivait reclus dans la Cité interdite avec sa cour et dont il n'était plus sorti depuis 15 ans.

## Contexte
En 1923, Cao Kun devient président en corrompant l'assemblée nationale. Sa clique de Zhili, dont les forces armées sont dirigées par Wu Peifu, s'établit comme la force militaire dominante en Chine par une succession de victoires décisives. Cependant, Cao ne se satisfait pas de n'être qu'un homme fort et désire le prestige d'être officiellement appelé « chef d'État ». Après avoir chassé le président Li Yuanhong, il offre 5 000$ à chaque membre du parlement qui voterait pour son élection. Il provoque ainsi une indignation publique considérable, mais obtient le poste de président, malgré des contre-pots-de-vin de Zhang Zuolin, Duan Qirui, et Sun Yat-sen pour ne pas voter pour lui. Commençant son mandat le jour du Double-Dix (en) (10 octobre), il promulgue une nouvelle constitution mais manque par la suite à ses devoirs de président en se concentrant principalement à défaire les seigneurs de guerre rivaux.

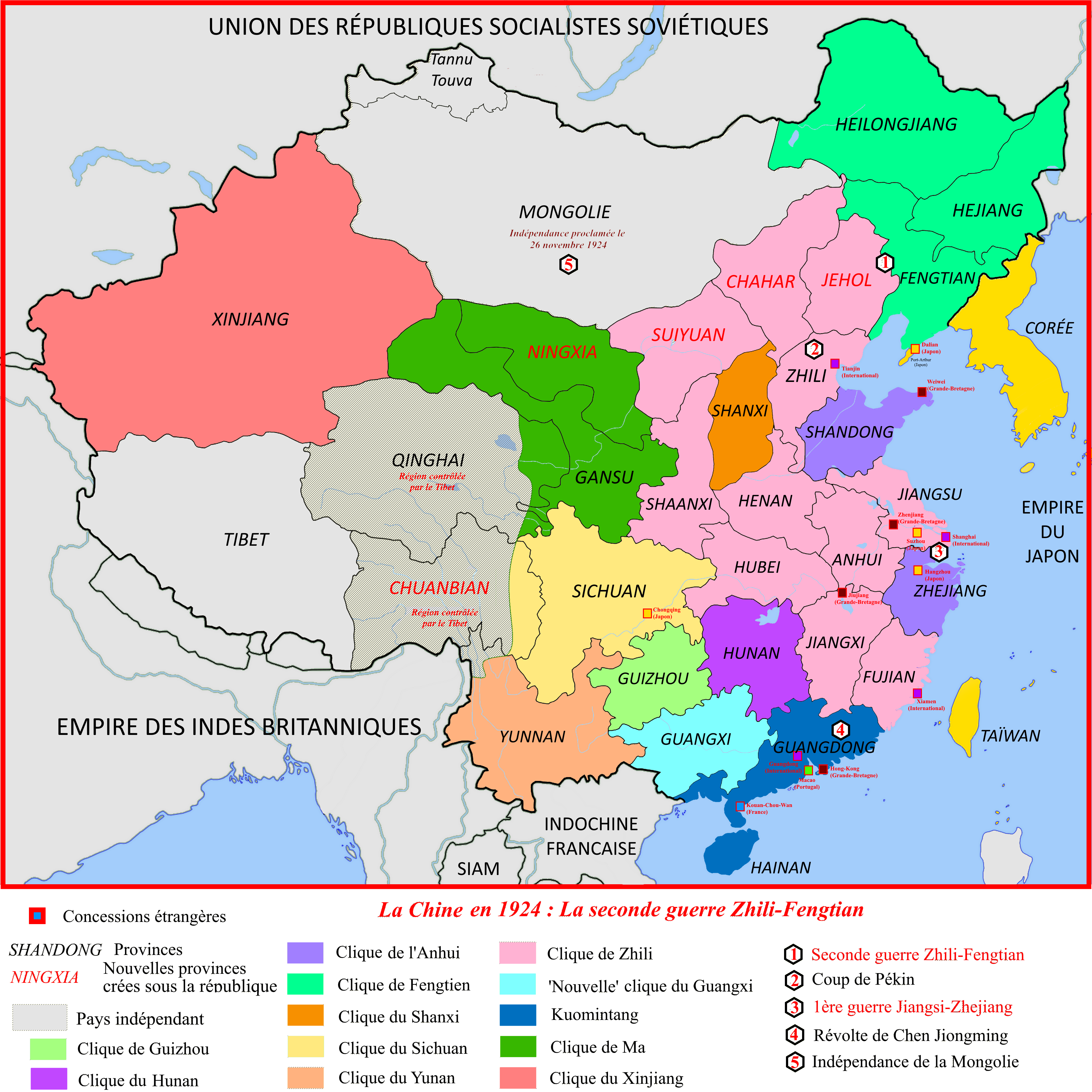
Carte de la Chine en 1924

L'un de ses subordonnés, Feng Yuxiang, vaguement affilié au Zhili, devient mécontent de Cao et de Wu Peifu et sympathise pour la cause du Kuomintang de Sun Yat-sen à Guangzhou, et le Japon lui accorde également 1,5 million de yens (via le seigneur de guerre Zhang Zuolin) dans l'espoir qu'il accepte de renverser le gouvernement de Cao. Les Japonais désirent la défaite du gouvernement du Zhili en raison de sa forte politique anti-japonaise. En automne 1924, la clique du Zhili s'engage dans une guerre contre celle du Fengtian de Zhang Zuolin lors de la seconde guerre Zhili-Fengtian. Avec le très réputé Wu Peifu à la tête des armées du Zhili, la victoire est attendue. Si la clique du Fengtian est détruite, celle du Zhili pourra vaincre tous ses rivaux du Sud sans difficultés.

## Le coup

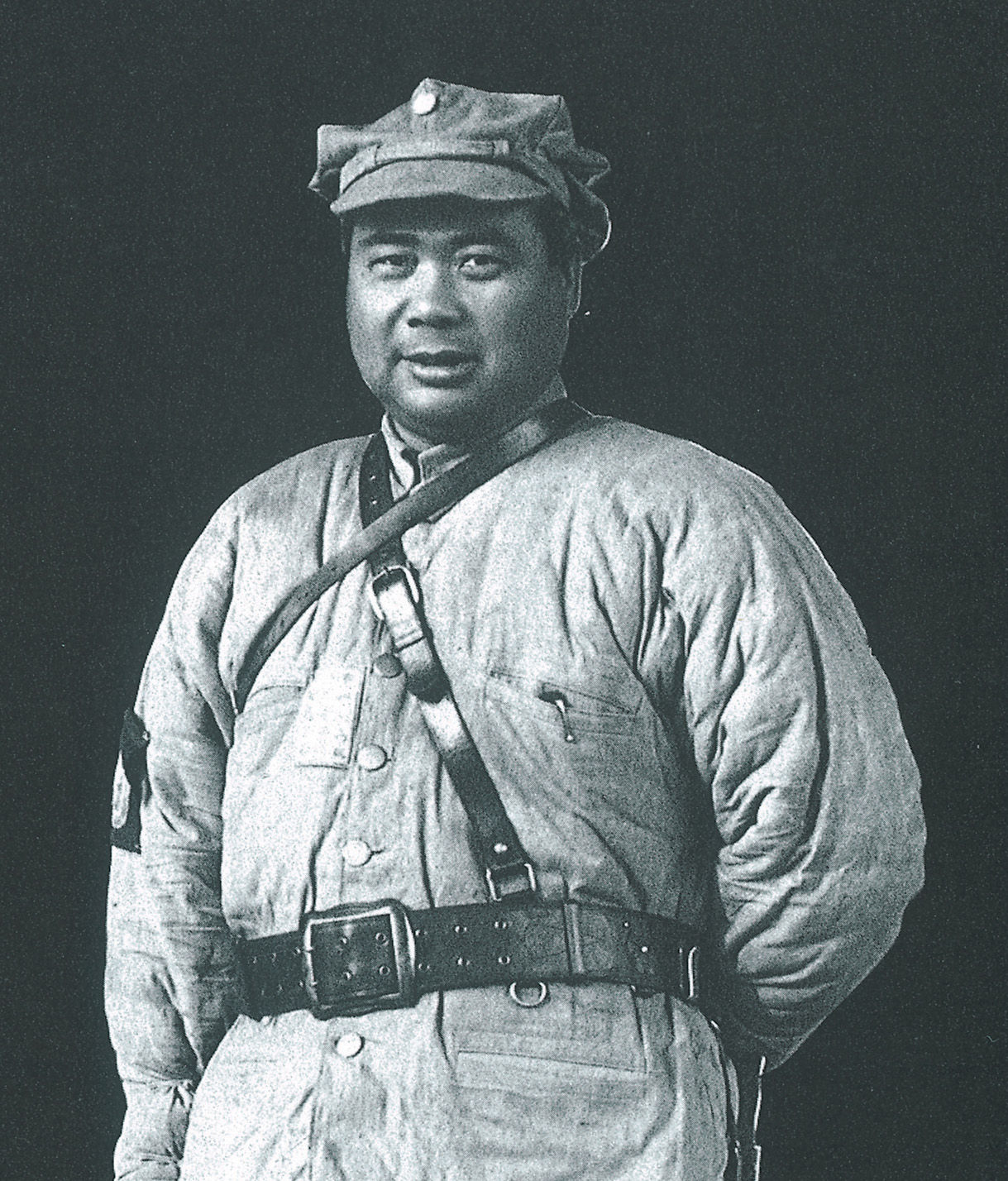
Feng Yuxiang trahit ses alliés de la clique du Zhili en s'emparant subitement de Pékin dont il était chargé de la défense. Devenant temporairement un homme fort dans la chaos de cette période chinoise, il est définitivement vaincu 6 ans plus tard en 1930 et quitte la vie militaire.

Le 23 octobre, les troupes de défense de Pékin dirigées par Feng Yuxiang prennent le contrôle des bâtiments clés du gouvernement, des infrastructures publiques, et des routes menant et partant de la ville. Cao Kun est placé en résidence surveillée et démis de son poste de président. Après avoir reçu la nouvelle du coup, le seigneur de guerre du Shandong Zhang Zongchang, réputé pour sa brutalité et surnommé « mangeur de chiens », apporte son soutien à la clique du Fengtian, lui permettant d'atteindre une position militaire favorable. Zhang Zuolin tire beaucoup d'avantages du coup, poursuit les armées du Zhili et remporte une victoire décisive à Tianjin.
Wu et ses forces restantes fuient vers le centre de la Chine où ils rejoignent leur allié Sun Chuanfang. Tout le Nord de la Chine est alors divisé entre la clique du Fengtian et Feng Yuxiang, dont les forces sont renommées Guominjun (« armée nationaliste »). Zhang Zuolin prend le contrôle du prospère Nord-Est tandis que Feng n'obtient que le pauvre Nord-Ouest.
Après le coup, Feng nomme Huang Fu comme président par intérim du gouvernement de Pékin. Celui-ci initie plusieurs réformes dont l'expulsion de Puyi de la Cité interdite et l'abolition du rôle des Tours du tambour et de la cloche comme heure officielle de la Chine. Cependant, il refuse de garantir les privilèges des étrangers et Zhang Zuolin devient mécontent de ses actions. Le seul principal accord entre Feng et Zhang est de dissoudre l'assemblée nationale corrompue et de créer un gouvernement provisoire avec les pro-japonais mais tout en conservant Duan Qirui à sa tête.

## Signification
Des plans de réunification nationale sont établis entre Feng, Zhang, Duan, et Sun Yat-sen. Ils n'aboutissent cependant pas et Sun meurt à Pékin en mars 1925.
Feng et Zhang en viennent aux armes lorsque le général du Fengtian Guo Songling fait défection pour rejoindre le Guominjun le 22 novembre, et la guerre Anti-Fengtian commence. Six jours plus tard, Li Dazhao mène un soi-disant front uni pour renverser le gouvernement provisoire de Duan. Feng désire d'abord le soutenir mais change d'avis et préfère concentrer ses forces sur l'armée de Zhang. En résultat, le mouvement s'effondre.
Alors que la défaite de la puissante clique du Zhili permet le succès de l'Expédition du Nord par le parti nationaliste, sa plus grande conséquence est de permettre au Kuomintang de gagner du temps pour former l'armée nationale révolutionnaire. Si le coup de Pékin n'avait pas eu lieu, la clique du Zhili aurait surement vaincu le Kuomintang après avoir défait la clique du Fengtian. Feng réussit à conserver tous ses pouvoirs en s'alliant avec Tchang Kaï-chek durant l'Expédition du Nord, mais est plus tard désillusionné par la gouvernance de Tchang. Il se rebelle mais est défait durant la guerre des plaines centrales de 1930

## Dans la culture populaire
Le coup est montré dans le film Le Dernier Empereur de Bernardo Bertolucci, bien qu'il soit mentionné par erreur que le président a fui la capitale alors qu'il a été en réalité placé en résidence surveillée.